# 双葉山定次
双葉山 定次（ふたばやま さだじ、1912年2月9日 - 1968年12月16日）は、大分県宇佐郡天津村布津部（現：大分県宇佐市下庄）出身で立浪部屋に所属した大相撲力士。第35代横綱。位階は従四位。本名は龝吉 定次（あきよし さだじ）。
現在も破られていない69連勝の大相撲記録を樹立し、太平洋戦争前の日本で国民的人気を得た。横綱在任時代に双葉山相撲道場を創立して指導者（親方）となり後進力士を育て時津風一門を形成、日本相撲協会理事長として運営の改善にも取り組んだ。

## 来歴

### 定次少年の角界入り
1912年2月9日に大分県宇佐郡天津村布津部（現：大分県宇佐市下庄）で生まれる。5歳の時に吹き矢が自身の右目に直撃して負傷し、右目が半失明状態になった。後年、双葉山は著書「相撲求道録」の中でこの事件について、友達と遊んでいる最中に目を傷めたことは覚えているものの、その原因が吹き矢だったことについてははっきりとした記憶が無いと語っているが、横綱審議委員長を務めた舟橋聖一は「誰が吹き矢を拭いたのかを唯一知っていたのは定次少年の父親で、定次少年が吹き矢を吹いた人物を恨んで自身のマイナスになることと、定次自身が傷つかないようにするため、決して名前を出さなかった」と分析している。少年時代は成績優秀で普通に進学を目指していたが、父親が営む海運業が失敗して5000円（現在の2億5000万円相当）の借金を負い、兄と妹と母親も早くに亡くしている事情から、次男でありながら一家の家計を支えるべく手伝いをしながらたくましく育つ。浪曲研究家の芝清之が作成した「双葉山物語」では、この海運業の手伝いをしているときに錨の巻上げ作業で右手の小指に重傷を負ったとしているほか、定次が14歳の頃、乗船していた船が大波を受けて転覆して海に投げ出されたが、たまたま近くを通っていた船に助けられて九死に一生を得た。その後定次は別の業者に雇われることになった。
定次は、相撲の方はそれほど気持ちを入れていたわけではなかったが、初めて出場した相撲大会で畳屋の男と取組むことになった。だが、定次は相撲を取ったことがなかったため相手に食いつかれてしまい動けなくなったところ、見物人から「押せ!押せ!」の声が聞こえたため、定次は相手を上から押さえつけて倒し、相手はしばらく起き上がれなかったという。このことが地元の新聞に載り、この記事を見た大分県警察部長の双川喜一（のちに明治大学専務理事）の世話で立浪部屋に入門、1927年3月場所に初土俵を踏む。
四股名の双葉山は「栴檀は双葉より芳し」から命名し、入門時に世話になった双川の一字も含まれる。双川は大分県に赴任する前、立浪の出身地の富山県で学務部長を務めていて立浪とは昵懇の間柄で、かねてから全国を転勤して回る双川に新弟子を見つけたら入門の世話をするように頼んでいた。そのことから、立浪が弟子勧誘の網を全国に張り巡らせていたことが窺える。

### 誰とやってもちょっとだけ強い
宇佐市で双葉山を研究している市民グループ「豊の国宇佐市塾」塾長の平田崇英が語るところによると、新弟子時代の双葉山は同期入門だった大八洲晃と午前6時から開始される朝稽古に揃って早起きし、とうとう午前4時から稽古を始めたことで「早すぎて眠れない」と立浪から苦情が来たという。こうした稽古熱心さから、当時は兄弟子が双葉山に対してかわいがりを加えることも日常茶飯事だったとされており、石を盛ったバケツを持って200回の屈伸を行った後、兄弟子のぶつかり稽古の格好の標的となるといった猛稽古を課されることも珍しくなかったという。それでも入門前に海運業に従事して精神と肉体を鍛えていたこともあって、こうした苦行を力に変えていった。下積み時代の双葉山の指導係だった高浪（のち旭川幸之焏）に言わせると「相撲っぷりは平凡だった。ただ稽古熱心で、どんなにたたきつけられても、決して弱音を吐いたことがなかった」とのことであり、「まさかあんな大横綱になるとは…」とその出世ぶりに驚いている。入幕以前は目立った力士ではなかったが、成績は4勝2敗（当時の幕下以下は1場所6番）が多く、大きく勝ち越すことがない一方で3勝3敗が何度かあって負け越しは無く、春日野や常ノ花から「誰とやってもちょっとだけ強い」と評されたという。1931年5月場所には19歳3ヶ月で新十両に昇進（西5枚目）、この場所で3勝8敗と初めて負け越した。
1932年1月場所は東十両6枚目で迎えるはずだったが、場所前に春秋園事件が発生した。天竜三郎ら脱退力士の主張には共感するものもあり、その勧誘には大いに迷ったが、部屋の女将の「主張は良いのだが本当に変えたいことがあるなら内部にいてやるべき」との言葉に残留を決意、再編された2月場所の番付で西前頭4枚目と繰り上げ入幕となる。入幕後しばらくは相撲が正攻法すぎて上位を脅かすまでには至らなかったが、足腰は非常に強いため、攻め込まれても簡単には土俵を割らずに土俵際で逆転することが多く「うっちゃり双葉」と皮肉られていた。「相撲が雑で工夫がない」という批判も多かったが、若い頃から双葉山を可愛がっていた玉錦三右エ門だけは「あれで良いのだ。いまに力がつけば欠点が欠点でなくなる」と評価したという。
1935年1月場所には小結に昇進するが4勝6敗1分と負け越し、5月場所も4勝7敗と負け越すなど、この頃までは苦労の連続だった。

### 69連勝

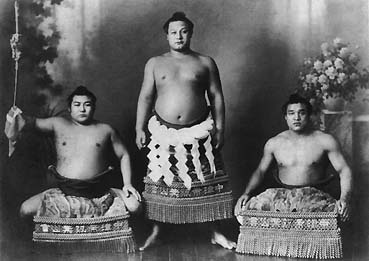
新横綱時代の双葉山
（露払いは羽黒山、太刀持ちは名寄岩）

1935年に蓄膿症の手術を受けたのを機に体重が増え、それまでの相撲ぶりが一変した。取り口そのものは正攻法で変わらなかったが、それまでは力不足で土俵際まで押し込まれることが多かったのに対し、立合いから「後の先をとる」を地で行き相手より一瞬遅れて立つように見えながら先手を取り、右四つに組み止めた後に吊り出し、寄り、または左からの上手投げで相手を下すようになった。なお、この年に「未練はございません」と言って引退を決意して仙台に行ったが、この時は後援者に諭されて戻った。
1936年1月場所は初日の新海幸蔵戦で敗れて黒星発進だったが、武藏山武から初金星を奪い、清水川元吉・男女ノ川登三の両大関も破るなど2日目から4連勝、6日目に全勝の玉錦と対戦する。この玉錦戦に敗れて4勝2敗とするが（玉錦はそのまま全勝優勝）、7日目に瓊ノ浦を下すと、この白星から69連勝がスタートする。双葉山はこの場所を5連勝で終えて9勝2敗、翌場所の関脇昇進を決めた。
新関脇で迎えた同年5月場所では、9日目に玉錦を初めて破って11戦全勝で初優勝を果たし、場所後に大関へ昇進した。これ以降、双葉山は本場所で玉錦に負けることは無かったが、直後の大日本相撲選士権大会や10月の大阪大場所では玉錦に敗れている。1937年1月場所も11戦全勝で優勝したが、この場所で玉錦は初日から6連勝しながら左上腕骨骨折のために途中休場しており、双葉山の5連覇中において唯一、玉錦戦が組まれなかった場所とされている
双葉山はその後、同年5月場所も13戦全勝で連続での全勝優勝を果たし、横綱に推挙される。玉錦、武蔵山、男女ノ川と共に1918年5月場所（鳳谷五郎・西ノ海嘉治郎・大錦卯一郎・栃木山守也）以来、史上3回目の4横綱となり、系統別総当たり制で初めての4横綱総当たりの可能性も話題を呼んだが、武蔵山が休場がちだったことや玉錦の現役死もあって、1938年5月場所で一度実現しただけで終わってしまった。
新横綱で迎えた1938年1月場所9日目の両國戦では、両國を寄り倒したかに見えたが、控えの玉錦と男女ノ川から勇み足ありと物言いが付いた。検査役は両者に経過を説明したが玉錦があくまで双葉山の負けを主張して納得しなかったという。このことから後年、双葉山の連勝は48で止まっていたかもしれないとして語り継がれることになるが、これは双葉山人気への両横綱の「僻み」からの物言いではないかという声も存在しており、両國は明らかに体勢を崩して死に体だったものの、双葉山も大きく右足を踏み越してしまっており、さほど無理のある物言いでもなかった。結果、取直しとなり双葉山が吊り出しで勝利し49連勝、この場所でも13戦全勝で優勝した。

#### 谷風の連勝との比較
続く5月場所も千秋楽に組まれた玉錦戦との水入りの大相撲を制して13戦全勝とし、5場所連続での全勝優勝を果たす。この記録を受けて、協会から「古今に例がない」と表彰されたが、本人は「これからまだやるんですから、そんなことをしないで下さい」と言ったという。この時点で66連勝となり、谷風梶之助の63連勝を約157年ぶりに塗り替えている。なお、谷風が活躍した江戸時代には分・預・休を挟んでいるために純然たる連勝記録ではなかったが（さらに、幕下力士を相手に五人掛けを行い、5人抜きを果たして1勝に代えられた星が二つ含まれている）、逆に双葉山が江戸時代の力士であれば、両國との物言い相撲や玉錦との水入りはそれぞれ預と分にされていた可能性もあり、いずれにしても単純比較は難しい。
なお、谷風の連勝記録はそれまで一般に認知されていたわけではなかった。双葉山が谷風の連勝記録を超える63～64連勝を達成した1938年5月場所10・11日目（5月21・22日）でも、当時の朝日新聞の記事には全く話題になっていない。ただ、酒井忠正はすでに過去の記録を調査して谷風の63連勝をそれまでの最多連勝記録と認定していたが、「この事を（双葉山に）話したなら、『その為に心を乱し固くなりはせぬか…』と、ことさら秘めて独り、心を躍らせていた」と述べており、64連勝が達成された日の夜に初めて双葉山に話して成功を祝したところ、「表情の少ない彼も流石に嬉しそうだった」という。そして酒井は場所後、雑誌『相撲』に掲載した「双葉山と古今先人の比較」で、双葉山が谷風の記録を破る「未曽有の新記録」を樹立したと発表した。
それ以来、世間の注目は「双葉山の連勝がどこまで伸びるか」と「誰が双葉山の連勝を止めるか」の２点に集まり、「双葉よ敗れるな（負けるな）！双葉を敗れ（倒せ）！」という相矛盾する流行語まで生まれた。当時、武藏山は休場続きで、男女ノ川は好不調の波が激しく、衰えたとはいえかつての第一人者である玉錦が連勝を止める本命と思われたが、その玉錦が同年12月に現役のまま急死すると、もはや双葉山の連勝を止める力士はいないとの声が多くなり、なかには100連勝するとの声も出た。

### 70連勝ならずの一番

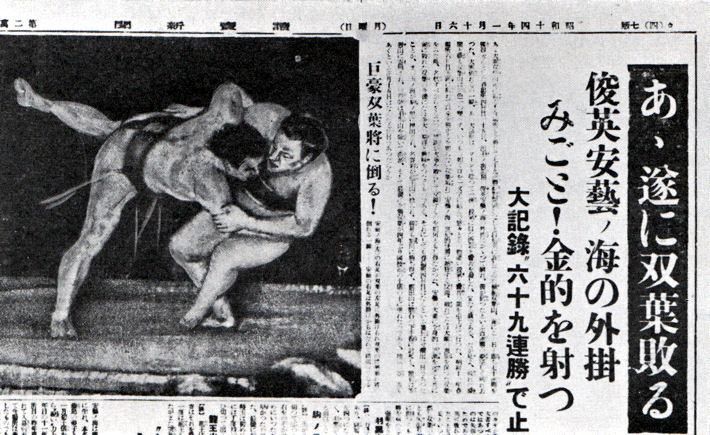
1939年1月16日、双葉山の敗北を伝える読売新聞紙面。

1939年1月場所、この場所の双葉山は前年の満州・大連巡業でアメーバ赤痢に感染して体調を崩し、体重が激減してしまい、当初休場を考えていた。しかし、力士会長だった玉錦が前年に急死したのと、休場続きの武藏山は今場所も休場していたために横綱が男女ノ川しかいなくなるため、責任感の強い双葉山は強行出場を決意した。双葉山は調子が悪いながらも初日から3日目まで連勝を重ね、70連勝を賭けて1月場所4日目（1月15日）を迎える。
この場所で初日から4日目までの実況中継を担当した和田信賢は、「不世出の名力士・双葉、今日（15日）まで69連勝。果たして70連勝なるか?70は古希、古来稀なり!」とのアナウンスで放送を開始した。対戦相手は西前頭3枚目の安藝ノ海節男で、安藝ノ海は双葉山の連勝記録を止める「打倒双葉」を合言葉に、自身が所属する出羽海部屋とその一門総出で、作戦本部長を笠置山勝一として連日の猛稽古と研究で戦略・戦術を練っていた。笠置山は当時としては珍しい大学（早稲田大学）出身の関取で、自身が記した「横綱双葉山論」では、双葉山の右目が前述の吹き矢によって半失明状態であることを知っていたことから、対策の結論として「双葉山の右足を狙え」とした。この右足対策を十分に身に付けたまま、安藝ノ海は本番を迎えたのである。安藝ノ海は立合いから突っ張って双葉山を寄せ付けようとしなかったが、双葉山は右手で安藝ノ海の左ひじを跳ね上げて右四つに組んだ。安藝ノ海は左に回り込んで双葉山の右に食い下がり、双葉山の右掬い投げに対して左外掛けを掛けた。両者の身体が大きく傾いたが一度堪えた後、双葉山が安藝ノ海の身体を担ぎあげるようにして外掛けを外し、再度右から掬い投げにいったので、安藝ノ海の身体は右側に傾きながら双葉山と共に倒れた。双葉山の身体が先に土俵に付いていたため、双葉山の連勝は69で止まり、安藝ノ海は大金星を挙げた。
和田は双葉山が70連勝を達成した場合と、連勝が止まった場合に備えて原稿や言葉はあらかじめ用意していたものの、双葉山の強さから今場所の実況最終日となった4日目に連勝が止まるとは予想しておらず、双葉山が倒れた時に、控えにいた山本照に対して「負けましたね!?確かに負けましたね!?」と確認してから「双葉敗れる!」と叫んだ（山本はこの時隣にいた記者と評論家と一緒に茶碗酒を飲んでいた）。その後も原稿や言葉は霧散し、ただマイクに向かって何度も「双葉敗れる!」を繰り返したと自著に記している。また、この一番を見ていた歌舞伎役者の澤村田之助（当時6歳）の証言によると、館内は座布団だけでなく、酒瓶、暖房用の火鉢や煙草盆などが投げられ、興奮の坩堝と化したと述べているほか、28代木村庄之助は、2000年に放送されたNHKの特別番組にゲスト出演した際に「付け人の仕事で直接見られなかったが、津波が押し寄せてくるような地鳴りのような轟音がした。すると、庄之助親方も伊之助親方もみんな口を利かない厳しい表情で戻ってきた。それで、『あ、双葉（山）関が負けたんだ』と思った。しかも当日は藪入りで超満員。あれは『事件』ですな」と回想しており、同時に「負けてなお、双葉山の偉大さを感じた」とも語っている。
この69連勝は2025年1月場所終了時点まで最多連勝記録であり、2025年1月場所終了時までにこの記録を超えた力士は現れていない。近年では2010年に白鵬翔が63連勝を挙げたがあと一歩及ばなかった。双葉山が三役に上がった頃、一場所の取組日数は11日だったが、双葉山人気が凄まじく、1月場所でも徹夜で入場券を求めるファンが急増したため、日数が13日となり（1937年5月場所から）、さらに現在と同じ15日（1939年5月場所から）となった。

### 安藝ノ海戦の取組後
双葉山は約3年ぶりとなる黒星を喫し、連勝を69で止められたにもかかわらず、悔しさや絶望感などを表情に見せることなく普段通り一礼し、東の花道を引き揚げて行った。同じ東方の支度部屋を使っており、この後の結びの一番のために土俵下で控えていた男女ノ川は、取組後に「あの男（双葉山）は勝っても負けても全く変わらないな」と語っているが、支度部屋では「あー、クソッ!」と叫んだと新聞記事に書かれている。
その日の夜、双葉山は師と仰ぐ安岡正篤に対して「イマダモッケイタリエズ（未だ木鶏たりえず）」と打電した。また、当日は以前から約束していた大分県人会主催の激励会に出席しており、70連勝を阻止された当日の夜だったことで急遽敗戦を慰める会の雰囲気になったが、いつもと変わらない態度で現れた双葉山に列席者は感銘を受けたという。なお、双葉山自身は著書の中で、友人に宛てて打電したもので、友人が共通の師である安岡に取り次いだものと見える、と述べている。
一方の安藝ノ海は、土俵下でこの取組を見ていた後の27代木村庄之助によれば「勝ち名乗りを受けるための蹲踞をためらっているように見え、『心ここにあらず』という表情だった」という。この後、安藝ノ海は次の一番で取る鹿嶌洋起市に力水を付け、勝ち残りで控えに座り、結びの一番が終わってから支度部屋へ引き上げた。取組を終えた安藝ノ海は出羽海部屋に帰ろうとしたが、国技館を出た瞬間から双葉山を破った彼を見ようとした多くの群衆に取り囲まれ、部屋へ数分で帰れる時間を1時間以上も要し、部屋へ着いた安藝ノ海の着物はボロボロになった。部屋へ戻ってから師匠の出羽海に報告したが、出羽海は笑顔にならず「勝って褒められる力士になるより、負けて騒がれる力士になれ」と諭したという。これには、安藝ノ海の入門を世話した藤島（この時は中耳炎で入院中）の言葉だとの説もあるが、当時部屋の豆行司だった28代庄之助は、出羽海の付け人をしながらこの時の言葉を聞いたと証言しており、後者の藤島発言説を否定している。
69連勝の一覧
| 連勝 | 場所                        | 場所   | 星取 | 決まり手   | 対戦相手               | 備考                                               |
| ---- | --------------------------- | ------ | ---- | ---------- | ---------------------- | -------------------------------------------------- |
| 敗戦 | 昭和11年1月場所 東前頭2枚目 | 6日目  | ●    | 引き落とし | 横綱・玉錦三右エ門     |                                                    |
| 1    | 昭和11年1月場所 東前頭2枚目 | 7日目  | ○    | うっちゃり | 前4・瓊ノ浦勇雄        |                                                    |
| 2    | 昭和11年1月場所 東前頭2枚目 | 8日目  | ○    | 二枚蹴り   | 前5・出羽湊利吉        |                                                    |
| 3    | 昭和11年1月場所 東前頭2枚目 | 9日目  | ○    | うっちゃり | 小結・綾曻竹藏         |                                                    |
| 4    | 昭和11年1月場所 東前頭2枚目 | 10日目 | ○    | 下手投げ   | 前2・笠置山勝一        |                                                    |
| 5    | 昭和11年1月場所 東前頭2枚目 | 千秋楽 | ○    | 掬い投げ   | 前10・駒ノ里秀雄       | 9勝2敗 優勝は玉錦・11戦全勝                        |
| 6    | 昭和11年5月場所 東関脇      | 初日   | ○    | 上手投げ   | 前12・新海幸藏         |                                                    |
| 7    | 昭和11年5月場所 東関脇      | 2日目  | ○    | 上手投げ   | 前1・両國梶之助        |                                                    |
| 8    | 昭和11年5月場所 東関脇      | 3日目  | ○    | 下手投げ   | 前2・駒ノ里秀雄        |                                                    |
| 9    | 昭和11年5月場所 東関脇      | 4日目  | ○    | 下手投げ   | 前3・笠置山勝一        |                                                    |
| 10   | 昭和11年5月場所 東関脇      | 5日目  | ○    | 寄り切り   | 前1・出羽港利吉        |                                                    |
| 11   | 昭和11年5月場所 東関脇      | 6日目  | ○    | 上手投げ   | 小結・綾曻竹藏         |                                                    |
| 12   | 昭和11年5月場所 東関脇      | 7日目  | ○    | 寄り切り   | 前7・玉ノ海梅吉        |                                                    |
| 13   | 昭和11年5月場所 東関脇      | 8日目  | ○    | うっちゃり | 関脇・鏡岩善四郎       |                                                    |
| 14   | 昭和11年5月場所 東関脇      | 9日目  | ○    | 浴びせ倒し | 横綱・玉錦三右エ門     | 玉錦は前日まで27連勝中（歴代20位の連勝記録）       |
| 15   | 昭和11年5月場所 東関脇      | 10日目 | ○    | 掬い投げ   | 横綱大関・男女ノ川登三 |                                                    |
| 16   | 昭和11年5月場所 東関脇      | 千秋楽 | ○    | うっちゃり | 大関・清水川元吉       | 11戦全勝 優勝（初優勝）                            |
| 17   | 昭和12年1月場所 東大関      | 初日   | ○    | 寄り倒し   | 前2・両國梶之助        | 新大関                                             |
| 18   | 昭和12年1月場所 東大関      | 2日目  | ○    | 寄り切り   | 前3・玉ノ海梅吉        |                                                    |
| 19   | 昭和12年1月場所 東大関      | 3日目  | ○    | 突き出し   | 小結・和歌嶋三郎       |                                                    |
| 20   | 昭和12年1月場所 東大関      | 4日目  | ○    | 押し倒し   | 前1・磐石熊太郎        |                                                    |
| 21   | 昭和12年1月場所 東大関      | 5日目  | ○    | 寄り倒し   | 関脇・笠置山勝一       |                                                    |
| 22   | 昭和12年1月場所 東大関      | 6日目  | ○    | 上手投げ   | 関脇・出羽湊利吉       |                                                    |
| 23   | 昭和12年1月場所 東大関      | 7日目  | ○    | 寄り切り   | 前1・桂川質郎          |                                                    |
| 24   | 昭和12年1月場所 東大関      | 8日目  | ○    | うっちゃり | 大関・鏡岩善四郎       |                                                    |
| 25   | 昭和12年1月場所 東大関      | 9日目  | ○    | 寄り切り   | 大関・清水川元吉       |                                                    |
| 26   | 昭和12年1月場所 東大関      | 10日目 | ○    | 寄り倒し   | 前2・大邱山高祥        |                                                    |
| 27   | 昭和12年1月場所 東大関      | 千秋楽 | ○    | 上手投げ   | 横綱・男女ノ川登三     | 11戦全勝 優勝（2場所連続2度目）                    |
| 28   | 昭和12年5月場所 東大関      | 初日   | ○    | 突き出し   | 前4・土州山好一郎      |                                                    |
| 29   | 昭和12年5月場所 東大関      | 2日目  | ○    | 腰砕け     | 前3・綾川五郎次        |                                                    |
| 30   | 昭和12年5月場所 東大関      | 3日目  | ○    | 上手投げ   | 前5・前田山英五郎      |                                                    |
| 31   | 昭和12年5月場所 東大関      | 4日目  | ○    | 上手投げ   | 前2・和歌嶋三郎        |                                                    |
| 32   | 昭和12年5月場所 東大関      | 5日目  | ○    | 押し出し   | 前2・海光山大五郎      |                                                    |
| 33   | 昭和12年5月場所 東大関      | 6日目  | ○    | 寄り倒し   | 前1・九州山義雄        |                                                    |
| 34   | 昭和12年5月場所 東大関      | 7日目  | ○    | 寄り倒し   | 前1・五ツ嶋名良男      |                                                    |
| 35   | 昭和12年5月場所 東大関      | 8日目  | ○    | 押し切り   | 小結・玉ノ海梅吉       |                                                    |
| 36   | 昭和12年5月場所 東大関      | 9日目  | ○    | 上手投げ   | 前5・磐石熊太郎        |                                                    |
| 37   | 昭和12年5月場所 東大関      | 10日目 | ○    | 寄り倒し   | 関脇・大邱山高祥       |                                                    |
| 38   | 昭和12年5月場所 東大関      | 11日目 | ○    | 搦み投げ※  | 大関・清水川元吉       |                                                    |
| 39   | 昭和12年5月場所 東大関      | 12日目 | ○    | 下手投げ   | 横綱・玉錦三右エ門     |                                                    |
| 40   | 昭和12年5月場所 東大関      | 千秋楽 | ○    | うっちゃり | 大関・鏡岩善四郎       | 13戦全勝 優勝（3場所連続3度目） 大関を無敗で通過。 |
| 41   | 昭和13年1月場所 西横綱      | 初日   | ○    | 寄り切り   | 前3・大潮清治郎        | 新横綱                                             |
| 42   | 昭和13年1月場所 西横綱      | 2日目  | ○    | 上手投げ   | 小結・九州山義雄       |                                                    |
| 43   | 昭和13年1月場所 西横綱      | 3日目  | ○    | 上手投げ   | 前2・出羽湊利吉        |                                                    |
| 44   | 昭和13年1月場所 西横綱      | 4日目  | ○    | 寄り切り   | 前1・磐石熊太郎        |                                                    |
| 45   | 昭和13年1月場所 西横綱      | 5日目  | ○    | 寄り切り   | 関脇・玉ノ海梅吉       |                                                    |
| 46   | 昭和13年1月場所 西横綱      | 6日目  | ○    | 下手投げ   | 前1・綾曻竹藏          |                                                    |
| 47   | 昭和13年1月場所 西横綱      | 7日目  | ○    | 下手投げ   | 小結・前田山英五郎     |                                                    |
| 48   | 昭和13年1月場所 西横綱      | 8日目  | ○    | 寄り倒し   | 関脇・大邱山高祥       |                                                    |
| 49   | 昭和13年1月場所 西横綱      | 9日目  | ○    | 吊り出し   | 関脇・両國梶之助       | 双葉山に勇み足ありと物言いがつき、取り直しで決着。 |
| 50   | 昭和13年1月場所 西横綱      | 10日目 | ○    | 押し出し   | 大関・鏡岩善四郎       |                                                    |
| 51   | 昭和13年1月場所 西横綱      | 11日目 | ○    | 上手投げ   | 横綱大関・男女ノ川登三 |                                                    |
| 52   | 昭和13年1月場所 西横綱      | 12日目 | ○    | 寄り切り   | 前4・笠置山勝一        |                                                    |
| 53   | 昭和13年1月場所 西横綱      | 千秋楽 | ○    | 上手投げ   | 横綱・玉錦三右エ門     | 13戦全勝 優勝（4場所連続4度目）                    |
| 54   | 昭和13年5月場所 東横綱      | 初日   | ○    | 押し切り※  | 前4・海光山大五郎      |                                                    |
| 55   | 昭和13年5月場所 東横綱      | 2日目  | ○    | 寄り切り   | 前1・玉ノ海梅吉        |                                                    |
| 56   | 昭和13年5月場所 東横綱      | 3日目  | ○    | 寄り倒し   | 前2・両國梶之助        |                                                    |
| 57   | 昭和13年5月場所 東横綱      | 4日目  | ○    | 掬い投げ   | 前2・五ツ嶋名良男      |                                                    |
| 58   | 昭和13年5月場所 東横綱      | 5日目  | ○    | 寄り切り   | 関脇・磐石熊太郎       |                                                    |
| 59   | 昭和13年5月場所 東横綱      | 6日目  | ○    | 寄り切り   | 前1・大邱山高祥        |                                                    |
| 60   | 昭和13年5月場所 東横綱      | 7日目  | ○    | 下手投げ   | 小結・綾曻竹藏         |                                                    |
| 61   | 昭和13年5月場所 東横綱      | 8日目  | ○    | 上手投げ   | 前4・和歌嶋三郎        |                                                    |
| 62   | 昭和13年5月場所 東横綱      | 9日目  | ○    | 吊り出し   | 関脇・前田山英五郎     |                                                    |
| 63   | 昭和13年5月場所 東横綱      | 10日目 | ○    | 割り出し   | 大関・鏡岩善四郎       |                                                    |
| 64   | 昭和13年5月場所 東横綱      | 11日目 | ○    | 押し切り※  | 横綱・武藏山武         | 谷風梶之助を抜いて歴代1位記録。                    |
| 65   | 昭和13年5月場所 東横綱      | 12日目 | ○    | 押し出し   | 横綱・男女ノ川登三     |                                                    |
| 66   | 昭和13年5月場所 東横綱      | 千秋楽 | ○    | 寄り倒し   | 横綱・玉錦三右エ門     | 13戦全勝 優勝（5場所連続5度目）                    |
| 67   | 昭和14年1月場所 東横綱      | 初日   | ○    | 寄り倒し   | 前6・五ツ嶋名良男      |                                                    |
| 68   | 昭和14年1月場所 東横綱      | 2日目  | ○    | 突き放し※  | 前5・龍王山光          |                                                    |
| 69   | 昭和14年1月場所 東横綱      | 3日目  | ○    | 上手投げ   | 前4・駒ノ里秀雄        |                                                    |
| 敗戦 | 昭和14年1月場所 東横綱      | 4日目  | ●    | 外掛け     | 前3・安藝ノ海節男      | 連勝止まる この場所9勝4敗                          |

- 決まり手については、当時公式には制定されていなかったため、各種マスコミによりバラバラに報道されていた。上表は『近世日本相撲史』の記録による。※印は現在の公式な決まり手体系（82手＋非技5種）には含まれていない決まり手である。

### 記録が止まっても強い双葉山
連勝が止まった双葉山だが、これ以降はすぐ気持ちを入れ替えてまた新しい記録が始まるだろうと誰もが思っていた。しかし5日目に両國、6日目に鹿嶌洋と3連敗し、9日目には玉錦の跡を継いだ玉ノ海梅吉に敗れて4敗を喫した（最終的には9勝4敗）。その姿は小説家の吉屋信子に「まるで負けるのを楽しんでるみたい」と評され、当人は「動揺するまいと身構えたところに気付かぬ動揺があったのだろう」と語っている。続く1939年5月場所の番付編成では、11勝2敗と双葉山より成績の良かった横綱男女ノ川を差し置いて、連勝記録の実績を評価され東正横綱に据え置かれた。この場所も連勝が止まったショックから立ち直れないのではないかと危ぶまれたが、初めて15日制で行われた本場所で全勝で復活を遂げる。12日目での優勝決定は15日制での最速記録でもある。
1936年1月場所の玉錦からこの場所の双葉山までは、8枚の全勝額が並ぶことになった（そのうち6枚が双葉山、残り2枚は玉錦と出羽湊利吉の各1枚）。1940年1月場所も初日から連勝を続け、11日目に西前頭筆頭の五ツ嶋奈良男に叩き込みで敗れ30連勝を阻止されたが、この1敗だけの14勝1敗で連続優勝を果たした。なお、全勝でない優勝はこれが初めてだった。1940年5月場所では11日目までに4敗を喫した。病気明けだった70連勝ならずの場所のような体調面での不安要素もない中での4敗であり、周囲も驚いたが当人の苦悩はそれ以上に深く、「信念の歯車が狂った」と言って突如引退を表明し、世間を騒がせた。協会や周囲の必死の説得によって双葉山は引退を翻意し、途中休場扱いとされた間に、福岡県那珂川市にある妙音の滝に27日間滝行を行い、1941年1月場所で14勝1敗で8度目の優勝を果たした。この場所は、「前田山の張り手旋風」と呼ばれた場所で、1敗は13日目に前田山からの張り手攻勢からの吊り出しに敗れたものであるが、取組後に双葉山は「張り手も相撲の手のうち」と発言している。
このように求道者的態度で相撲道に励み、戦前を代表する大横綱の地位を守ったが、立浪との関係は必ずしも良好ではなかった。大派閥である出羽海一門に激しい対抗心を燃やす師匠と、力士会長としての立場との間で多くの葛藤があったとされている。例えば、関取は師匠を初めとした一門の親方の縁者や花柳界の者を妻にするのが一般的だった時代に、立浪から直接「お前に部屋を継承させたい」と自らの娘を紹介されても断って（その娘は弟弟子の羽黒山政司と結婚）、前述のアメーバ赤痢で入院した際に知り合ったファンの一般女性と結婚したことが挙げられる。また、1941年5月には立浪部屋から10人の内弟子を連れて独立、自ら双葉山相撲道場を開くなどもあった。
1941年5月場所は櫻錦利一と綾曻竹藏の平幕2人に黒星を喫し、羽黒山（14勝1敗）に優勝を譲ったが、この翌場所から1943年5月場所まで4連覇を果たす。1942年5月場所千秋楽の安藝ノ海戦から、1944年1月場所5日目まで36連勝を記録している（止めたのは東前頭9枚目の松ノ里直市）。69連勝序盤の頃はまだ双葉山も体が出来上がっておらず、うっちゃりに頼る相撲も何番かは見受けられた。しかし、この頃には右四つ寄り、上手投げの型の安定性は正に磐石であったという事から、むしろこの時代こそが双葉山の全盛期と見る向きも多い。なお、15日制での2場所連続全勝優勝はこれが初めてで、のちに白鵬が2010年7月場所で3場所連続を記録するまで最多記録だった（その後記録を4場所に伸ばした）。
横綱免許を授与された当時、後援者から「『双葉山』という四股名は若い力士の名だから昇進を契機として、“3代目・梅ヶ谷藤太郎”を襲名しないか」と話を持ちかけられたが、本人はこれを固辞して最後まで「双葉山」で通した。現在では双葉山の四股名は止め名になっている。

### 土俵問題と現役引退

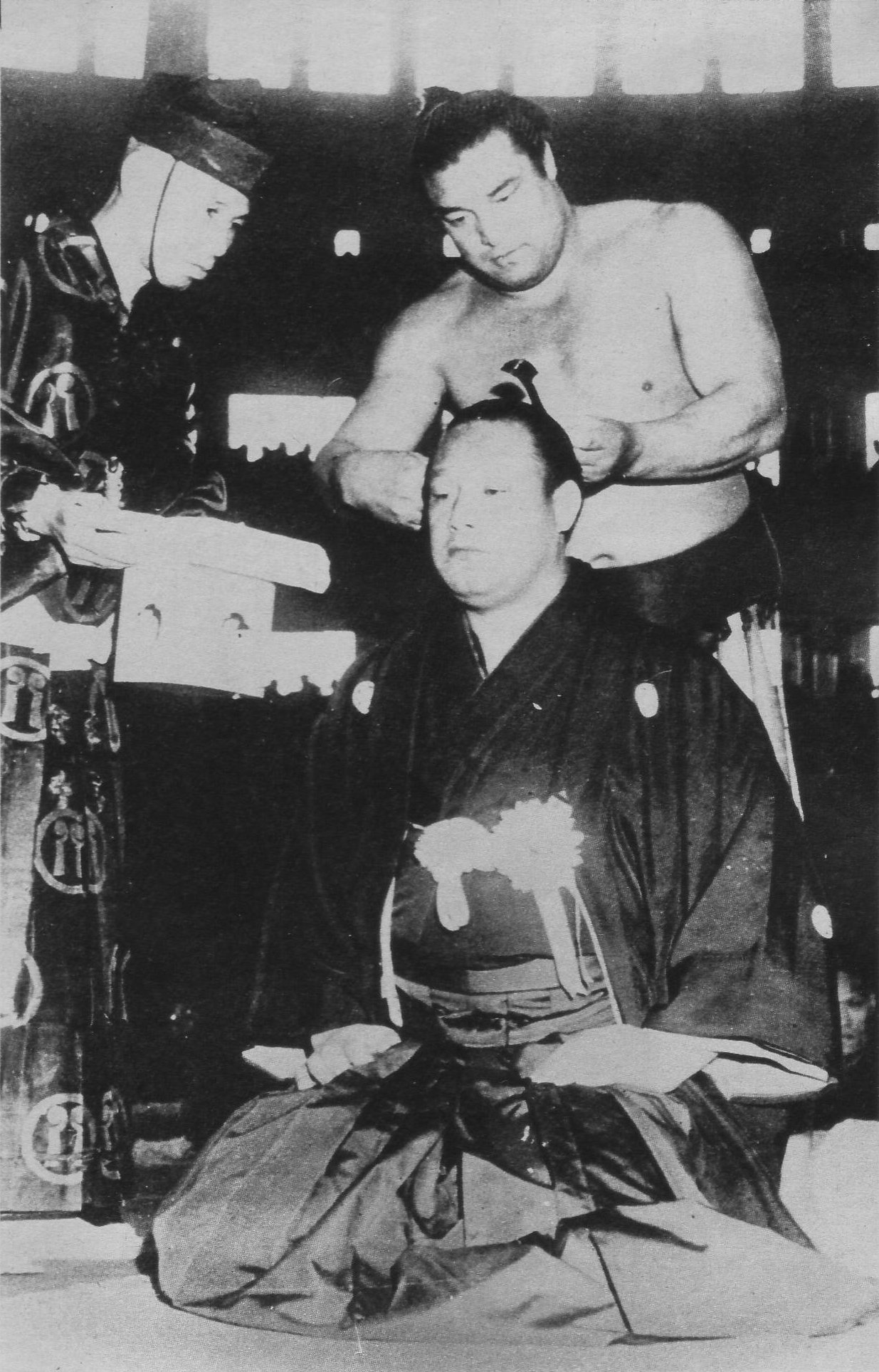
双葉山の断髪式。羽黒山が鋏を入れている（1946年）

36連勝の止まった1944年1月場所では、その後11日目・12日目と増位山大志郎・汐ノ海運右エ門の若手2人に連敗を喫し、千秋楽には照國萬藏に横綱同士で初めての黒星をつけられ、11勝4敗に終わる。この場所は戦中最後の15日制での本場所になった。同年5月場所は軍部に国技館を接収されたために後楽園球場での開催となったが、またも照國に敗れて9勝1敗、全勝の羽黒山に優勝を譲った。日中戦争の開戦と相前後して69連勝を達成して頭角をあらわした双葉山だったが、太平洋戦争の戦局の悪化とともに優勝から遠ざかることになる。明治神宮例祭奉祝全日本力士選士権大会は1943年時点で3連覇であったが、この頃から土俵下まで落ちる相撲が目立ち、同年11月場所2日目の支度部屋では記者からも衰えを指摘されるようなコメントを受けた。また、1939年に患ったアメーバ赤痢（前述）の影響は長引き、夏場はひどい下痢を起こして体重が戻らない状態が続いた。
やはり後楽園球場での開催となった1944年11月場所6日目には、幕下の頃から目をかけてこの場所は関脇となっていた東富士欽壹に敗れたことで体力の限界を感じ、現役引退を決意した。翌日は増位山に不戦勝を与えて休場したが、相撲協会や関係者に慰留されてこの時は引退を撤回した。両國国技館で行われた1945年6月場所は、3月の東京大空襲によって穴が開いたために晴天日のみの興行（そのため7日間開催）かつ非公開（招待客の大半は傷痍軍人）となったが、初日は小雨で入場者は200人から300人であったと伝わる。この日に新鋭小結の相模川佶延を下し、その後を全休した。これは場所前から体調不良を理由に初日しか出場しない約束となっており、休場届を提出した後に2日目の割が組まれたことで不戦敗は付かず、成績は1勝6休で、結果的に相模川との取組が現役最後の取り組みとなった。この6月場所はラジオ放送無しで行われていたが、海外向け短波放送の為、即ちプロパガンダ用の音声が残されている。
同年11月場所では番付に名を残したものの、現役を引退した。結果的にその引退は太平洋戦争での敗戦と重なり、東冨士との対戦が結果として最後の黒星、相模川との取組が最終出場となった。
引退の動機のひとつとして、16尺土俵の問題があったと言われている。GHQによる占領政策で各種武道が制約を受ける中、相撲協会は相撲の娯楽色を強めることで生き残りをはかり、その一環としてそれまでの15尺土俵から16尺へ広げようとしていた。双葉山はこれに反対意見を持ち、「元々は何もない野原で取っ組み合っていた相撲が、土俵という領域を与えられたことで技術を洗練させてきた。土俵の拡大はその歴史を逆行させるものである」とする言を残している。それでも相撲協会は土俵を4.84m（16尺）とすることを正式決定し、11月場所から採用されたが、双葉山はこの場所の広くなった土俵には上がらず引退。自ら引退を発表した時のニュース映画は現在も残っているが、その中で双葉山は「15尺土俵上で精進を重ねて参ったのでありまして」と、暗に土俵の拡大を批判したともとれる言葉を述べており、1943年11月場所5日目の支度部屋でも「しかしまあ、大体学童には十三尺内外、一般には十五尺でもいい、というようなところじゃないかね」と記者に話していた。1945年11月の1場所だけ採用された16尺土俵は結局、「終戦直後の食糧不足の中だというのに土俵が広すぎる」という現役力士の不評を買い、肝心の進駐軍将兵への集客効果も思ったほどではなかったため、すぐに元の15尺へ戻された。

### 時津風一門を形成

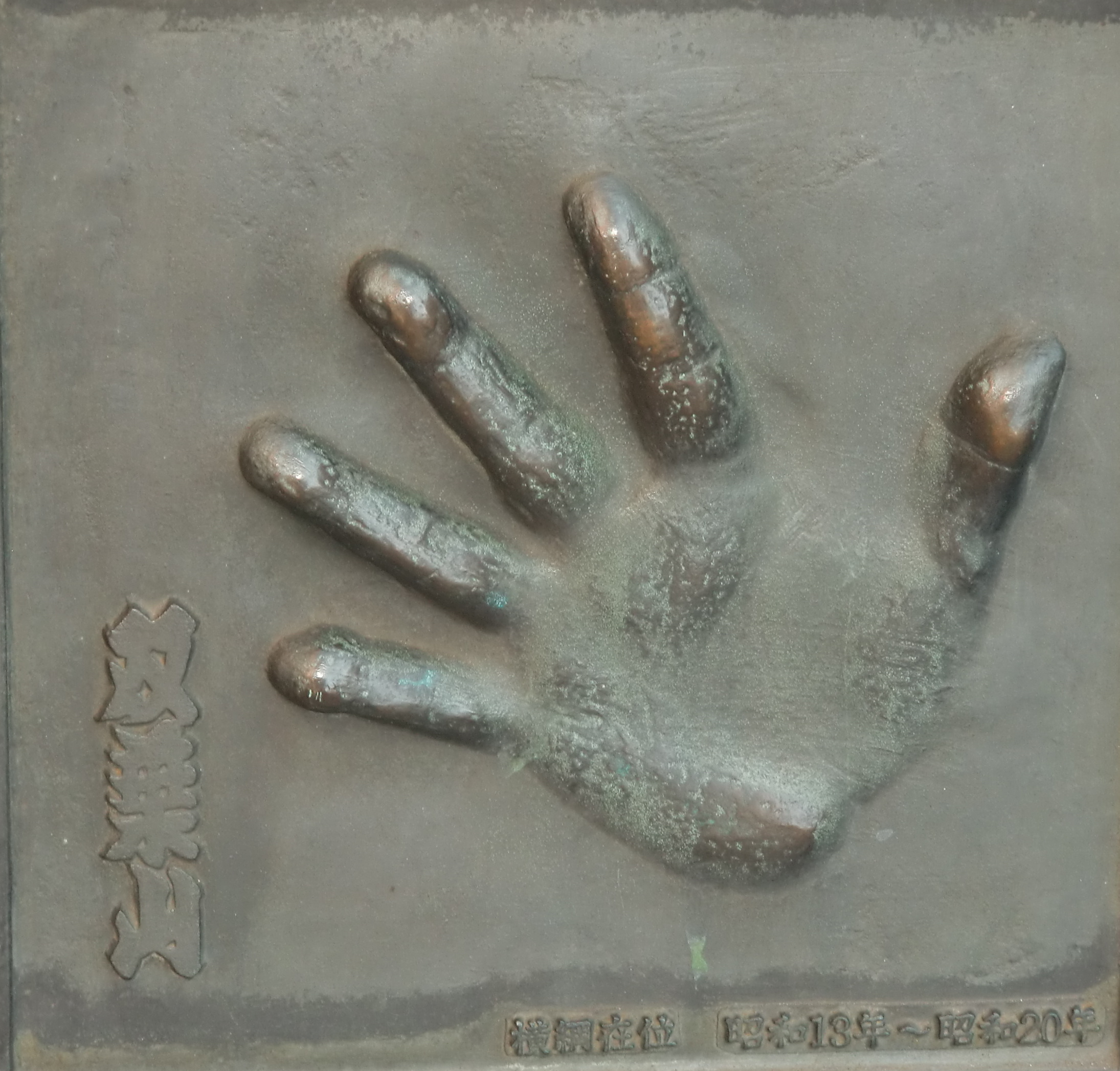
双葉山の手形

現役中からその実績を評価され、二枚鑑札同様の形で現役力士のまま弟子の育成を許されたため、1941年に立浪部屋から独立して「双葉山相撲道場」を開いていた。独立には粂川が自分の部屋をそっくり譲った。
同時に大関に昇進した双葉山と粂川は関取になる前から兄弟のような付き合いをして互いに信頼し、粂川は双葉山から「兄貴」と呼ばれていた。
その後戦況の悪化により、福岡県太宰府町に「双葉山相撲錬成道場」を設立という名目で疎開し、一般人や青少年に無料開放して専門的な指導員を置いて相撲を学ぶ場とするとともに、当時の報道には「屯田相撲」とも書かれていたようである。将来的には双葉山ら力士達も居住して、相撲道の発展に尽くすことを目指したものであった。この錬成道場の開設は、戦時色が強まっていた当時の報国の意図も含まれていた。戦時中は太宰府を拠点に勤労奉仕隊を結成、炭鉱で働くなど難局を乗り切ろうとした。
現役引退後には年寄・時津風を襲名して道場名を時津風部屋に改称する。戦後の部屋再建においては、戦前の苦労を分かち合ってきた玉ノ海梅吉から銀行からの融資の受け方など資金のやり繰りの方法を指南してもらった。錬成場の方は1948年に福岡県へ売却されて歴史を終えた。
先代の時津風を襲名していたのは小九紋竜梅吉だったが現役時代から悪評が高く、博打好きで借金を重ねて喧嘩を繰り返したり、平気で人を騙すなど不品行が目立ったほか、脱走して満州馬賊になった挙句、数年後に時津風継承問題が起こった際に平然と戻って来て、年寄時代にも脱走を起こすなどの勤務態度の悪さでも知られていた。その前の唐錦豊治郎は、東京相撲引退後に侠客として大阪相撲に舞い戻り、取締（理事長格）にまでなったというアウトサイダー的な人物であった。周囲から「そんな悪い名跡を継承することはない。『雷』の名跡こそ双葉にふさわしい」と進言したが、本人は「（年寄名跡は）どれも同じ。悪い名跡なら私が良くします」としてそのまま時津風を襲名した。
道場を創立した理由について双葉山は後に自著において「横綱として現役であるうちに『弟子の養成をしてみたい』『自分がこの身に体得した限りのものを、それが自分の体に生きている間に、若いものに伝えておきたい』と考えるようになりました。そこで、師匠（立浪）の了解も得、協会にも特に認めてもらって双葉山相撲道場を作ったわけです」と語っている。開戦直後の1941年12月24日には、安岡正篤によって揮毫された「力士規七則」が稽古場に掲げられた。これは、吉田松陰が武士の心得を記した「士規七則」に倣って作られたものであり、「一同は毎朝これを朗読して、それからいかにも清々しい気分で稽古にとりかかったものです。それは言わずかたらずのうちに、わたくしどもの心構えにふかく影響するところがあったと信じます」と綴っている。
1943年5月場所中、双葉山は「この道場は今までの相撲部屋とは全く違う。ワシは親方として、師匠として、皆を立派な力士に育て上げたい。どんな職場でも、すべて国家のお役に立たねばならない。一人でも多く、正しい本当の力士を、皆と一緒になって生み出し、これこそ真の国技だということを、まず力士同士で示したい。そして土俵を通じて、お国に恥じないご奉仕をしたい。『双葉山部屋』と言わず、『道場』と名乗った目的もここにあるのだ」と道場の師匠としての思いを語っている。
1943年5月、双葉山相撲道場は荒汐部屋、甲山部屋、二十山部屋を糾合、時津風部屋に改称後は江戸時代以来250年の伝統を持つ名門伊勢ノ海部屋と、双葉山相撲道場に預けられた後に再興した井筒部屋が合流して時津風一門が形成された。
1946年11月6日からGHQに接収されて「メモリアルホール」と名を変えた国技館で行われた本場所は不入りだったが、千秋楽の翌日に双葉山の引退相撲が行われると、この日だけは超満員だった。GHQによるメモリアルホールの使用許可は千秋楽までだったが、相撲協会が特に懇願して一日の延長を求めたものだった。現在のように引退相撲と断髪式を同時に行った最初の例とされ、結果的に旧両国国技館の土俵で断髪式を行った唯一の力士となっている。賀陽宮恒憲王、吉田茂、小笠原長生らがハサミを入れた。現在では断髪式の時に力士は土俵上に用意した椅子に座るが、双葉山断髪式の写真を見ると土俵上で正座していることが判る。
因みに、止めバサミは師匠ではなく、双川喜文が行ったとされる。

### 璽光尊事件

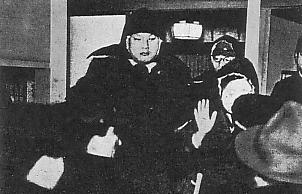
璽光尊事件で石川県警の進入を阻止する双葉山（中央）

引退相撲の一か月後、1946年12月、石川県金沢市にあった新宗教の「璽宇」に出向き、教祖の璽光尊（長岡良子）と面会した。
この年の暮れには、金沢で璽光尊を中心に、信者が該当で示威行進をして、その中に双葉山が加わっていたとの報道が出た。
1947年1月半ば、双葉山は若き日の友人である早稲田大学ラグビー部出身の朝日新聞・藤井恒雄記者に「会いたい」と電話して、両国駅前のホテルで面会すると、どっしり座った双葉山は、「ご神示を受けて東京に出陣してきた。近く天変地異が起こり、地球の人口は三分の一になる。君だけは救いたい。これが新しい世に通用する紙幣だ」とはがき大の紙片を見せた。その札には、「桜」とか「梅」と書いた簡単な紙で、藤井記者は驚いた。そこへ双葉山をひいきにしていた大麻唯男が現れて、「璽宇」を離れるよう説得したが、駄目だったという。
藤井記者は「どうか親方が、一日も早く帰ってくるよう計らって下さい。」と、大宰府の双葉山相撲道場の留守を守っていた双葉山の妻から頼まれていたこともあり、何とかして双葉山を救うため、金沢に乗り込む決意をし、双葉山に切符を工面させて金沢に戻らせ、自分も後を追った。
双葉山は現役時代に蓄膿症の手術を受けた頃から熱心な日蓮宗の信者だったが、この時はなぜか璽宇に帰依していた。その理由は「日本の敗戦による虚脱感、または部屋と相撲協会の指導者の立場で悩んでいた」「璽宇の関係者だった呉清源に誘われた」「教祖の璽光尊（長岡良子）の奸計にはまった」など諸説あるが、いずれにせよ双葉山の悩みと求道的な性格に付け込んで、言葉巧みに璽宇関係者が双葉山にマインドコントロールを行って利用したものと言われている。
1947年1月21日、「璽宇」に対して、石川県警察が食糧管理法違反の容疑で取り締まりを行った。
双葉山は金沢市で警察関係者の進入を阻止したことで、璽光尊と共に逮捕された。これを璽光尊事件という。
璽光尊から「この夜、東京は天変地異で火の海になる。」と予言されていた双葉山は、「東京は火の海になる。お前は東京に帰って皇太子さまを助けるのだ。」と叫んだが、事もなかった翌日、藤井恒雄記者によって説得されて、大粒の涙で迷いを洗い流して我を取り戻すと、璽光尊に双葉山奪回を命じられて訪ねてきた呉清源の言葉は一切無視し、璽光尊を離脱した。大捕物だったにもかかわらず璽光尊事件自体は双葉山も含めて厳罰にならなかったが、これは双葉山や呉清源を、終末思想を広め信者や物資を集めようとする「邪教」から救出する意図があったからとも言われている。当時の新聞は双葉山の得意が右四つだったのにかけて、事件を「悲劇の左四つ」の見出しで報じたという。双葉山は釈放後、自身の道場に戻る。本人は「悲しいかな、私には学問がなかった」と述懐したという。藤井と同期入社で親しかった入江徳郎は、すべてを忘れたい、何かにすがりたい人が焦土に溢れた虚脱な時代、迷える求道精神に付け込まれた双葉山は被害者だと書いている。

### 日本相撲協会理事長として
璽光尊事件での不祥事を起こした双葉山だったが、現役時代の実績に加え、引退後も国民的人気が高いままだったこともあって、1947年10月に異例となる相撲協会理事への就任が決まった。さらに、1950年2月から相撲協会取締を3期に渡って務める。1956年1月からの理事長代理を経て、1957年5月には出羽海理事長の自殺未遂事件を受けて、出羽海の理事長退任・相談役就任と同時に日本相撲協会理事長へ就任した。
相撲人気の回復とともに、その守旧的な体質への批判が国会で取り上げられるほど高まっていた時期に理事長を務めることになり、
1. 相撲協会構成員（年寄、行司など）の65歳定年制の実施
2. 部屋別総当り制の実施[5]
3. 相撲茶屋の再編と法人化

などの改革に尽力した。協会内では秀ノ山と、後に理事長へ就任する武蔵川を腹心として重用し、外部有識者としては若き時代からの盟友である玉ノ海の意見によく耳を傾けた。年寄・時津風としては鏡里喜代治を横綱に育て上げ、大内山平吉・北葉山英俊・豊山勝男を大関に育てるなど、自身も経験してきた猛稽古によって多くの名力士を育成した。1958年には関取が最高で12人を数え、これは出身部屋の立浪部屋や二所ノ関部屋の10人を上回り、出羽海部屋、高砂部屋の15人に続いた。青ノ里盛の話では、現役引退からかなり経過した1953年にも、自ら廻しを締めて弟子に稽古をつけていたという。弟子の豊山は停年退職後のインタビューで「現役の頃、部屋付きの親方衆が『押せ』『投げろ』と力士に対してげきを飛ばしているところに、師匠の双葉山関が姿を見せると『静かにせい』と一喝していた」と指導について証言しており「師匠から具体的に『ああせい、こうせい』と言われたことはない。親方がそこにいるのが教えだった。私の成績が悪い時には、師匠自らまわしを締めることもあった。得意の右四つ左上手に組んでくれてね。肌で伝えてやろうということだったのだろう。『もっと真剣に気合を入れろ』と」と振り返っている。武蔵川の『回顧録』によると「全く寡黙の人」だったといい、「向かい合って話を始めても、話がつまると30分でも1時間でも黙って座っている」ほどだという。半面、一度部下に任せた仕事については一切口出しをしないタイプなので、武蔵川にとっては馬が合う上司だったようである。
1960年に行われた日本相撲協会の財団法人化35周年記念式典の際、相撲協会理事長として挨拶状を読み上げることになった。しかし、当日になって挨拶状を渡す役だった秀ノ山が挨拶状を忘れてしまい、慌てて取りに戻っている間、時津風は土俵上で直立不動で待ち続け、当初は失笑が洩れていた館内はやがて静まり、挨拶状を受け取る頃には拍手の渦となった。1962年には相撲界で初めて紫綬褒章を受章した。
′

### 晩年
相撲協会理事長としての長期にわたる活躍を期待され、なかには還暦土俵入りを期待した者もいたが、晩年は肝炎によって体調を崩す日々が続き、入退院を繰り返した。1968年11月場所では優勝した大鵬（45連勝中の最中）に賜杯を授与したが、その直後の同年12月2日に、あたかも死に装束を模したかの様な白のスーツ姿で東京大学医学部附属病院へ再入院し、同年12月16日に劇症肝炎のため、死去。56歳没。蔵前国技館で日本相撲協会葬が執り行われた。墓所は荒川区善性寺。戒名は「霊山院殿法篤日定大居士」。没後、従四位勲三等旭日中綬章を追贈された。時津風の没後に開かれた座談会では男女ノ川が「理事長、思いがけなかったねえ。ぼくより10歳も若いのに…（中略）ぼく自身は55か56で逝っちゃうだろうと予想していたんだが」とコメントを残している。
没後、時津風部屋は元横綱鏡里の立田川が継承（13代時津風）したが、のちに夫人から「部屋は豊山に継がせたい」という生前の言葉が明かされた。正式の遺言状はなくその証言に疑義も呈されたが、結局鏡里が身を引く形で元豊山の錦島が14代時津風を襲名した。時津風部屋後援会「双葉山会」の笹山忠夫会長や永田雅一が、部屋の土地を買い取るために、亡き師匠の子飼いの直系弟子で31歳と若い豊山なら資金を出すが、粂川部屋から序二段で移籍した預かり弟子で、親方の平均寿命が短い時代に45歳だった鏡里なら資金を出さない意向だった背景もあった。親友の玉の海梅吉は「これからの時代は、大学を出て、先を見る能力のある男でないと協会運営はできない。ゆくゆくは豊山を時津風にしたい。」ということを生前聞いていたという。

## 人物

### 双葉山の怪力～豪快な上手投げ
右手と右目にハンデがあったためもあるが、左上手投げの強さは常識を超えており、上手は通常なら深く取るにもかかわらず、対戦相手を軽々と放り投げた。引退から5年経って参加した花相撲においても、若瀬川泰二を豪快な上手投げで破った。全盛期の形は右四つから左上手を取るという完成された形だった。
斉藤茂太が随筆に記しているところでは、双葉山の場合は左上手からの引きつけが凄まじく強烈なため、相手は利き手である右下手の力をその上から被さる左上手に完全に殺され、何も出来ない状態のまま強烈な上手投げを食らったという。琉球大学で物理学を専攻した経験と、トレーニング理論に関する著書を多数出版している高砂部屋の三段目力士だった一ノ矢充は、「（双葉山は）腕力を使って相手を投げるのではなく、肩甲骨で相手を押さえて投げる。自分の身体をスパナとして使うから、上手が深いほど相手は浮き上がる。物理学的に考えると納得いく」と、その特殊な技術を分析している。
横綱審議委員長を務めたことのある舟橋聖一は双葉山の追悼特集で「何と云っても彼の特色は、立上がると同時に左の上手をしっかり取って引きつけ、ほとんど同時に右を差すか、その手をブランとさせる『外四つ』の体型で、これが彼独特のテクニックであった。（中略）『よし』と見るや、左から上手投げをうちながら、今まで自由にしていた右の差し手を相手の前褌近い部分に持っていくなり、同時に右下手捻りを複合させるのである。相手はほとんど残せなかった。この投げは遠くへは飛ばず、双葉の足の下へくずれるように倒れるのが特徴である」と、その取り口を評していた。同時に「彼は必ずしも膂力に秀でてはいなかった。腕相撲をやれば、同じ部屋の羽黒山にも名寄岩にも負けた。しかし、土俵へ上がると彼の力は十倍にも二十倍にも活性を加えて作用した」とも書き残している。
双葉山は立合いに相手を良く見るが、攻撃はほとんど相手に先行する。武道のやり方としては「後の先」と言われる作法で、現役時代に「うっちゃり双葉」と呼ばれていた頃も右四つからの上手投げなどの正攻法の相撲を仕掛けていたが、当時は通用せずに結果的にそのようになってしまった。稽古場での強さも群を抜いており、大関以下を相次いで相手にして相当の番数をこなしても、息が上がることがほとんど無かったという。

### 模範とする土俵態度
どんな相手に対しても同じような態度で臨んだ。力水は一回しかつけず、自ら待ったをかけることはなく、相手力士がかけ声を発すれば制限時間前であっても、一回の仕切りでさえ受けて立った（一回の仕切りで立った取組でも勝利している）。後述のように双葉山が土俵上での短い仕切り時間に無駄な動作を嫌って極限まで集中力を高めたためだが、こうした土俵態度も今日まで力士の模範とされている。相撲態度に関しては文句が無かった一方で、横綱土俵入りに関しては男女ノ川と同様に腕を廻して柏手を行ったため、酷評されたことがある。後年にはそういうことは無くなったが、当初は土俵入りの際の力みも目立った。

### 残した不滅の足跡
幕内成績は、31場所で276勝68敗1分33休（勝率.820）。春秋園事件での繰上げ入幕のため、通算勝率では他の横綱に一歩譲るが、横綱昇進後は17場所・180勝24敗22休で（勝率.882）と跳ね上がる。他に優勝12回（年2場所制での最多、そのうち全勝8回）、5場所連続全勝（年2場所制で最多）、関脇1場所、大関2場所は全て全勝で通過（明治以降唯一）、69連勝（相撲の記録が残る1757年以降で最長記録）など、不滅の足跡を残しており、「大横綱」と称される事も少なくない。
実力・実績は申し分ない反面、強力なライバルが不在だった面も指摘される。玉錦が全盛期を過ぎており、復活の無いまま最終的には1938年に現役死したこと、戦時中から戦後直後にかけての大相撲を支えた羽黒山とは同部屋のため対戦が無かったこと、さらに、入幕後は一度も双葉山に負けたことが無かった沖ツ海、現役時代に双葉山から金星を2個獲得した豊嶌といった大関獲りを期待された「双葉キラー」の両者がそれぞれフグ中毒、東京大空襲で現役死するなど、強敵と戦う機会をかなり避けることが出来たのも事実である。戦時中の正横綱だった照國が唯一ライバルと言える場合もあるが、台頭が双葉山の現役後半で、双葉山と年齢的に近い（3歳差）武藏山も右肘の故障で低迷、さらに安藝ノ海・鹿嶌洋がその孤高を慰める健闘を見せた以外、この点ではまったく恵まれなかった。

## エピソード

### 連勝関連
- 昭和以降に大関以上まで昇進した者で、大関時代の成績が全勝（無敗）なのは双葉山のみである。また、昭和以降に横綱に昇進した者の中で大関を最短所要場所数で通過したのも双葉山である（所要2場所）(ただし通算大関在位16場所の照ノ富士は、序二段まで陥落した後に大関再昇進→横綱昇進を果たしたが、その時は最短の2場所で横綱に辿り着いたため、通算ではなく昇進からの所要場所となると、照ノ富士もそこに加わる。)
- 年2場所制であった戦前の大相撲では、大阪や名古屋で「準場所」と呼ばれる場所を開催していた。準場所での成績を含めた場合、1937年6月の大阪関目国技館場所5日目から、1938年6月に西宮球場で行われた準場所3日目に九州山義雄に敗れるまで、87連勝を記録している。当然ながら公式記録では無いものの、双葉山の強さを物語る記録である。
- 「大相撲この一番〜“通”が選ぶ思い出の名勝負集」によれば、双葉山の70連勝が阻止された際、国技館には座布団だけではなく火鉢まで宙を舞ったと伝えられている。この作の中で宮脇俊三（取組を父親の宮脇長吉と見ていた）は、宙を舞った火鉢のことを「火の粉をまき散らしながら飛ぶ」という表現で事を書き記し、舞った火鉢を「焼夷弾」とまで表現している。また、歌舞伎俳優で後に横綱審議委員となった六代目澤村田之助も六代目尾上菊五郎に連れられて初めて相撲観戦に行って双葉山の敗戦を目撃している[22]。
- 花相撲で行われる五人掛けは、通常受ける側が挑む側を全滅させるところながら、双葉山は66連勝としていた時の花相撲での五人掛けの途中で鹿嶌洋に敗れている。これが響いたのか、双葉山は翌場所の途中に安藝ノ海に連勝記録を69で止められている。
- 横綱昇進後に喫した24敗（うち不戦敗が2つ）は、安藝ノ海に69連勝を止められた一番を含めて、大半が右側から攻められたものである。

### 右目について
- 右目の状態は、入門から入幕の頃にかけては霞んだり物が二重に見えていたが、やがてほとんど見えなくなったといい、疲れたりするとこの右目の影響で、左目までものが二重に映ったりすることもあったという。[15]それでも、本人はなまじ見えるよりその方が都合が良かったと語っている。対戦力士側にも、「あの人（双葉山）は目の前の相手と違うものを見て相撲を取っている」といった証言が多く残る。実際、双葉山の右目はやや白濁しており、さらに白い星があった。そのことから相手は神眼だといって恐れたという。
- 右目が失明状態だったことは公表されておらず、 1941年のある日に身延山久遠寺に詣で、望月日顕法主の車椅子を押していて、「横綱、右目が悪いのだね」と言われた（日顕は、車椅子を押す力が右に偏ることから気付いたという）のが、他人から右目のことを指摘された最初だったという[6]。また、櫻錦戦で敗れた時に「飛び違い」という決まり手だったことから、「もしかして双葉山は目が悪いのではないか」という噂が広がったという。なお、小坂秀二の著書に引かれた笠置山の談話によると「私たちはみんな知っていました。ですから作戦を立てる場合、その目のことは計算に入れていました」という[52]。
- 土俵入りでは右目が悪い事から右半身が沈み込むように傾く癖があった。当時右目については公然の秘密として周知されていた可能性があったためか、この癖については特段の批判はなかったが、北の湖がこの癖を真似た際は「双葉山の真似をしているかもしれないが、双葉山は右目が悪いからああなったのであって、正式な土俵入りの型ではない」と注文が付くなどした。

### 周囲の人々
- 妻の穐吉澄子（2005年死去）は極端なマスコミ嫌いだったため、双葉山についてのインタビューを拒み続けた。そのため、双葉山の特集を組んだ番組や著書において、澄子の証言は双葉山死去直後に相撲雑誌に書いた手記を除くほか確認できるものは無い[53][54][注釈 19]。
- 双葉山と澄子の間には長男・経治（1944年生）と長女・博子（1948年生）がいたが、博子は高校時代に病死、経治は双葉山が1965年に福岡県に建てた日蓮宗の妙音教会という寺[55]の住職になったが、1988年に44歳の若さで死去した[注釈 20]。
- 孫娘には元宝塚歌劇団宙組娘役の双葉美樹と舞台女優の穐吉次代がいる。
- 花柳界においても人気は高く、新橋・柳橋の芸者は“双葉関の貞操を守ろう”と「さわらぬ連盟」なるものを作り、互いに牽制し合っていたといわれる。横綱昇進時はまだ独身だったことや、その童顔もあって「童貞横綱」とも呼ばれた[56]が、栃錦清隆が新弟子の頃に春日野の用事で料亭に双葉山を訪ねたところ、「この世にこんな綺麗な人がいるのかと思った」ほどの美女を侍らせていたと証言している。
- 双葉山の人気を物語るものとして、現在は禁止されている支度部屋への一般人の出入りによって差し入れが届けられたことがある。1943年11月場所のある日、相撲観戦に訪れていた老婆がふぐちりらしき物を差し入れた[57]。数日後には魚屋からスッポンが差し入れられるなど、戦時中ではあったものの、国民的人気のある横綱の食生活は豪華なものだったという[58]。
  - 一方で花田虎上のコラムでは「最近、メディアで目にして気になることがあります。あの双葉山関の年収が今の金額に換算すれば3000万円だったとか。時代背景が違うかもしれませんが、これって今の横綱と、さほど変わらないんじゃないですか。サラリーマンの給料が30年、変わらないと報道されているのと同じです(2023年11月時点)」と双葉山の経済事情について触れられている[59]。

### その他
- 1943年11月場所7日目の支度部屋では、部屋制度について「例えば同系統のものはひとつにして、大きな部屋別というようなものにして、東西対抗にもう少し精彩を与えるというような方法は…」と記者から意見された。これに対して「自分の弟子だからこそ熱心に面倒も見るし指導も思い切ってできる。これが単に協会の若い者、というようなことになれば、こうした師弟関係というものはどうしても熱を失いやしないかと思う」と部屋制度の維持が妥当と訴えた[58]。記事には、双葉山が自身で創設した相撲部屋を「道場」と呼称した理由について「勧進相撲以降、相撲が専門力士の間に飲み残されてきた傾向にあったので、やむを得なかったとはいえ、このように相撲は日本民族とは切っても切れる関係にありながら、『近代に至って国民とのつながりは果たしてどうであったか』とかえりみるとき、専門力士の間に保存されているのみであって、広く国民の相撲としての存在からははるかに遠いものとなっていたことは否み得ない事実であった」としており、太平洋戦争の影響下で軍事意識高揚のために相撲が草の根にまで浸透したことに関しては「相撲がようやく、日本民族のものとしても本来の姿を取り戻したとものとして、私は喜びを禁じ得ないものである」と喜んでいた[60]。ただし、これは太平洋戦争の最中の談話として双葉山自身が相応しい内容を選んだ結果のものであると留意されたい。
- 少なくとも太平洋戦争の終盤の時期は支度部屋では煙草を吸わない（当時相撲の支度部屋は喫煙可）人物であり、1943年11月場所2日目の支度部屋でのそうした様子を報道する記事もあった[27]。
- 1958年に若乃花幹士 (初代)が横綱へ昇進した際、当時は弱小一門だった二所ノ関一門としては玉錦以来の新横綱誕生、かつ二所ノ関一門関係者の中で玉錦の現役時代を詳しく知っている者がいなかったため、双葉山自らが横綱土俵入りの指導を行った。また、明治神宮での横綱推挙式と奉納土俵入りに関しても、玉錦が生前使用していた化粧回しが戦災で焼失して現存していなかったために用意できなかった。そこで、自ら現役時代に使用して戦火を免れた三つ揃いの化粧回しを、若乃花が所属していた花籠部屋へ貸し出して間に合わせたという。
- 2018年9月1日、直弟子の14代時津風の内田勝男が、双葉山が親方時代に愛用していた真鍮製火鉢を寄贈し、双葉山の史料を展示する観光交流施設「双葉の里」で御披露目式が開かれた[61]。
- 明治時代生まれ最後の横綱である（1912年（明治45年）2月生まれ。約5か月後、明治天皇崩御により大正に改元）。
- 「二葉山」を名乗った時期があるように書かれることもあるが、これは下位力士だった時代に誤記されたものである。なお双葉山生家付近に「二葉山神社（ふたばやまじんじゃ）」という神社があり、四股名「双葉山」の由来ともされている[8]が、これは地元に江戸時代以前から存在していた神社である。
- 現在の大相撲で力士は力水を最初に一度しかつけないが、これは双葉山から始まっている。双葉山以前の時代は仕切り直しのたびに力水を付ける者も多かったが、新弟子の頃に「武士にとっての水盃だ」と兄弟子から教えられ、死を覚悟しての水盃なら一度付ければ十分だと考えたという話が広く流布しているが、双葉山自身は「ただ土俵上であまり無駄なことはするまいと思っただけ」と否定している。文献によっては「目を疲れさせてはいけないから」という意図があったともされている[15]。
- 故郷の宇佐市の名産で、体長約5mmほどの「アミ」と呼ばれる小さなエビを醤油と砂糖で煮詰め、混ぜご飯にした「あみめし」で作ったおむすびが好物で、普段は気前の良かった双葉山も「あみめし」のことになると部屋の衆に分けることをためらうとうすけ（相撲界でいう「ケチ」のこと）ぶりを発揮した[62]。
- 板垣退助先生顕彰会創立発起人兼顧問であった[63]。

## 主な成績

### 通算成績
- 通算成績：348勝116敗33休1分 勝率.750
- 幕内成績：276勝68敗33休1分 勝率.802
- 横綱成績：180勝24敗22休 勝率.882
- 現役在位：51場所
- 幕内在位：31場所
- 横綱在位：17場所
- 大関在位：2場所
- 三役在位：2場所（関脇1場所、小結1場所）

### 連勝記録
双葉山の最多連勝記録は、史上最長の69連勝である（1936年1月場所7日目‐1939年1月場所3日目）。下記に、双葉山のその他の連勝記録を記す（20連勝以上対象）。
| 回数 | 連勝数 | 期間                                     | 止めた力士 | 備考                                          | 決まり手   |
| ---- | ------ | ---------------------------------------- | ---------- | --------------------------------------------- | ---------- |
| 1    | 69     | 1936年1月場所7日目〜1939年1月場所3日目   | 安藝ノ海   | 1936年5月場所〜1938年5月場所5場所連続全勝優勝 | 外掛け     |
| 2    | 29     | 1939年1月場所10日目〜1940年1月場所10日目 | 五ツ嶋     | 1939年5月場所全勝優勝                         | はたき込み |
| 3    | 21     | 1942年1月場所6日目〜1942年5月場所11日目  | 清美川     |                                               | 外掛け     |
| 4    | 36     | 1942年5月場所千秋楽〜1944年1月場所5日目  | 松ノ里     | 1943年1月場所〜5月場所2場所連続全勝優勝       | 渡し込み   |

- 上記の通り、20連勝以上4回、30連勝以上2回記録している。

### 各段優勝
- 幕内最高優勝：12回（1936年5月場所、1937年1月場所、同年5月場所、1938年1月場所、同年5月場所、1939年5月場所、1940年1月場所、1941年1月場所、1942年1月場所、同年5月場所、1943年1月場所、同年5月場所）
  - 全勝優勝：8回（大鵬と並んで歴代2位）
  - 連覇：5連覇（1936年5月場所‐1938年5月場所、全て全勝優勝）※当時年2場所制

### 場所別成績
| 1927年 （昭和2年） | x                           | （前相撲）         | 番付外 3–3         | 東序ノ口27枚目 4–2      |
| 1928年 （昭和3年） | 東序ノ口9枚目 5–1           | 西序二段34枚目 3–3 | 東序二段16枚目 3–3 | 東序二段16枚目 4–2      |
| 1929年 （昭和4年） | 東三段目33枚目 3–3          | 東三段目33枚目 5–1 | 西三段目7枚目 4–2  | 西三段目7枚目 3–3       |
| 1930年 （昭和5年） | 西幕下24枚目 4–2            | 西幕下24枚目 3–3   | 東幕下4枚目 4–2    | 東幕下4枚目 3–3         |
| 1931年 （昭和6年） | 西幕下3枚目 6–1             | 西幕下3枚目 5–2    | 西十両5枚目 3–8    | 西十両5枚目 7–4         |
| 1932年 （昭和7年） | 西前頭4枚目 5–3             | 西前頭4枚目 8–2    | 東前頭2枚目 6–5    | 東前頭2枚目 休場 0–0–11 |
| 1933年 （昭和8年） | 東前頭5枚目 9–2             | x                  | 東前頭2枚目 4–7    | x                       |
| 1934年 （昭和9年） | 西前頭4枚目 6–5             | x                  | 西前頭筆頭 6–5     | x                       |
| 1935年 （昭和10年） | 東小結 4–6                  | x                  | 東前頭筆頭 4–7     | x                       |
| 1936年 （昭和11年） | 東前頭3枚目 9–2 ★           | x                  | 西関脇 11–0        | x                       |
| 1937年 （昭和12年） | 東大関 11–0                 | x                  | 東大関 13–0        | x                       |
| 1938年 （昭和13年） | 西横綱 13–0                 | x                  | 東横綱 13–0        | x                       |
| 1939年 （昭和14年） | 東横綱 9–4                  | x                  | 東横綱 15–0        | x                       |
| 1940年 （昭和15年） | 東横綱 14–1                 | x                  | 東横綱 7–5–3       | x                       |
| 1941年 （昭和16年） | 西横綱 14–1                 | x                  | 西横綱 13–2        | x                       |
| 1942年 （昭和17年） | 東横綱 14–1                 | x                  | 東横綱 13–2        | x                       |
| 1943年 （昭和18年） | 西横綱 15–0                 | x                  | 東横綱 15–0        | x                       |
| 1944年 （昭和19年） | 西横綱 11–4                 | x                  | 東張出横綱 9–1     | 東張出横綱 4–3–3        |
| 1945年 （昭和20年） | 太平洋戦争激化 により非開催 | x                  | 西張出横綱 1–0–6   | 西横綱 引退 0–0–10      |
| 各欄の数字は、「勝ち-負け-休場」を示す。 優勝 引退 休場 十両 幕下 三賞：敢=敢闘賞、殊=殊勲賞、技=技能賞 その他：★=金星 番付階級：幕内 - 十両 - 幕下 - 三段目 - 序二段 - 序ノ口 幕内序列：横綱 - 大関 - 関脇 - 小結 - 前頭（「#数字」は各位内の序列） |                             |                    |                    |                         |

- 1932年1月番付（春秋園事件で興行中止）では十両東6枚目。

### 幕内対戦成績
| 力士名   | 勝数 | 負数 | 力士名         | 勝数 | 負数 | 力士名 | 勝数 | 負数 | 力士名   | 勝数 | 負数 |
| -------- | ---- | ---- | -------------- | ---- | ---- | ------ | ---- | ---- | -------- | ---- | ---- |
| 安藝ノ海 | 9(1) | 1    | 東冨士         | 0    | 1    | 綾川   | 2    | 2    | 綾昇     | 11   | 3(1) |
| 綾若     | 2    | 0    | 五ツ嶋         | 5    | 2    | 射水川 | 1    | 1    | 大潮     | 3    | 2    |
| 大浪     | 1    | 0    | 沖ツ海         | 0    | 2    | 海光山 | 3    | 1    | 鏡岩     | 10   | 1    |
| 笠置山   | 17   | 0    | 鹿嶋洋         | 7    | 2    | 桂川   | 1    | 0    | 九州山   | 7    | 0    |
| 清美川   | 2(1) | 1    | 錦華山         | 1    | 2    | 國ノ濱 | 1    | 0    | 古賀ノ浦 | 3    | 0    |
| 駒ノ里   | 5    | 0    | 相模川         | 10   | 0    | 櫻錦   | 5    | 2    | 汐ノ海   | 1    | 1    |
| 四海波   | 1    | 0    | 清水川         | 5    | 4    | 新海   | 5    | 2    | 神東山   | 4    | 0    |
| 外ヶ濱   | 2    | 0    | 大邱山         | 10   | 1    | 鷹城山 | 2    | 0    | 高登     | 1    | 1    |
| 寳川     | 1    | 0    | 玉錦           | 4    | 6    | 玉ノ海 | 6    | 1    | 筑波嶺   | 1    | 0    |
| 照國     | 2    | 3    | 出羽ヶ嶽       | 2    | 0    | 出羽湊 | 15   | 0    | 土州山   | 2    | 0    |
| 十三錦   | 2    | 0    | 巴潟           | 1    | 1    | 豊嶋   | 5    | 2    | 能代潟   | 3    | 2    |
| 幡瀬川   | 2    | 2    | 盤石           | 6    | 0    | 番神山 | 1    | 0    | 肥州山   | 10   | 1    |
| 備州山   | 4    | 0    | 藤ノ里         | 2    | 0    | 二瀬川 | 2    | 0    | 前田山   | 7    | 1    |
| 増位山   | 5    | 2(1) | 松ノ里         | 5    | 1    | 松前山 | 0    | 1    | 男女ノ川 | 10   | 5    |
| 武藏山   | 2    | 4※   | 陸奥ノ里       | 1    | 0    | 八方山 | 2    | 0    | 大和錦   | 6    | 0    |
| 吉野岩   | 1    | 0    | 龍王山(竜王山) | 6    | 0    | 両國   | 9    | 2    | 和歌嶋   | 4    | 0    |
| 若瀬川   | 2    | 0    | 若瀬川         | 3    | 0    | 若葉山 | 2    | 1    |          |      |      |

※他に武藏山と引分が1つある。

## 著書
- 『相撲求道録』 黎明書房（1956年）
- 『横綱の品格』 ベースボール・マガジン社新書006 ベースボール・マガジン社 ISBN 978-4-583-10075-3

『相撲求道録』に加筆、改筆を加えたもの。巻頭言を大鵬が、帯を貴乃花が執筆している。
- 『新版 横綱の品格』 ベースボール・マガジン社 ISBN 978-4-583-11145-2

2018年3月に上製本として復刊。大鵬の巻頭言は巻末に移り、貴乃花の帯の推薦文はなくなった。

## 関連書籍
- 工藤美代子『一人さみしき双葉山』ちくま文庫、1991年3月。ISBN 978-4-480-02516-6。
- 双葉山生誕100年記念事業実行委員会・大分県宇佐市編、シナリオ山口かつみ、マンガ屋代尚宣『宇佐学マンガシリーズ①相撲の神様 双葉山』梓書房、2011年11月。

## 関連楽曲
- 『双葉山』（唄：細川たかし 作詞：高橋直人 作曲：あらい玉英） - 1998年8月22日